# Villiers-Adam
Villiers-Adam egy község Franciaországban. Lakosainak száma 848 fő (2022. január 1.).

## Földrajza
Villiers-Adam L’Isle-Adam, Taverny, Béthemont-la-Forêt, Chauvry, Frépillon, Mériel, Méry-sur-Oise, Montsoult és Nerville-la-Forêt községekkel határos.